# Dennis Stratton

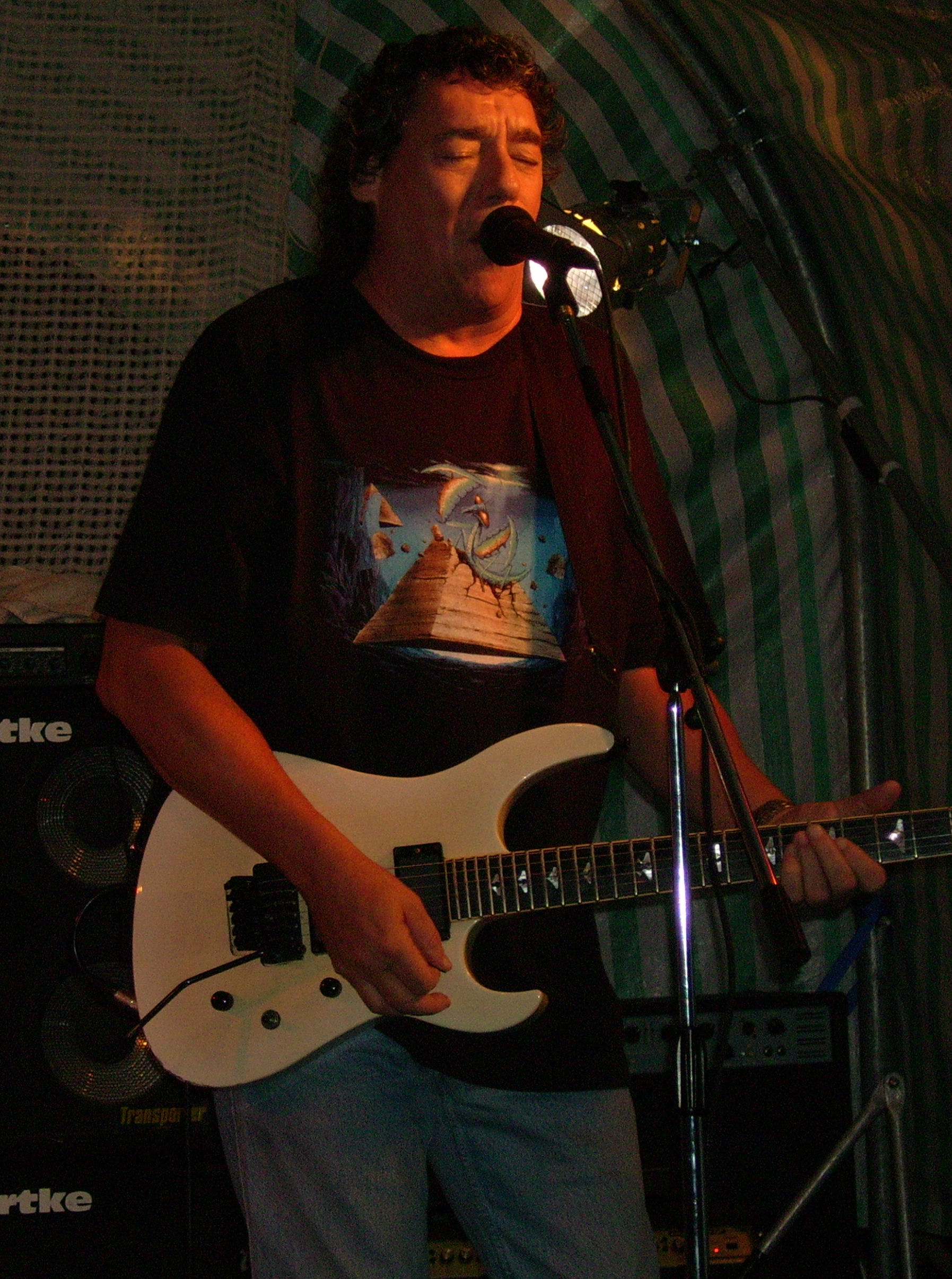
Dennis Stratton

Dennis William Stratton (Canning Town, Oost-Londen, Engeland, 9 november 1954) was van januari tot oktober 1980 gitarist bij Iron Maiden. Hij heeft echter nooit een lied voor de band geschreven. Na het uitbrengen van het eerste album verliet hij de band en waarna hij in verschillende bands heeft gespeeld waaronder Praying Mantis. Wel nam hij in 1995 en 1996 een album op met de ex-zanger van Iron Maiden Paul Di'Anno. Met name in zijn thuisland Engeland treedt hij nog op.
Op 30 maart 2013 trad hij op tijdens het Very 'Eavy Festival in Stadskanaal.In februari 2023 was Dennis Stratton weer in Nederland met Maiden United